# Глумачка династија Поповић
Глумачка династија Поповић значајна је српска глумачка династија. Родоначелник ове чувене породице је свештеник Лука Поповић из Врањева. Лукина шира породица, укључујући синове, кћери, снаје, зетове, унуке и праунуке, дала је српском позоришту двадесетак истакнутих глумаца, а многи од њих су били и врсни певачи и редитељи.
Ова „уметничка династија” је једно време сачињавала готово половину трупе Српског народног позоришта у Новом Саду, посебно добродошли српском позоришту у периоду његовог настајања. Представљали су моћан и веома утицајан породични круг, не само у глумачкој екипи него и у органима Друштва за Српско народно позориште. Они су дуго представљали глумачку основу Српског народног позоришта, а по оснивању Народног позоришта у Београду представљали су костур и те екипе.

## Прота Лука Поповић из Врањева
Лука Поповић (2. фебруар 1808 − 1854) је рођен у Врањеву. Према подацима матице рођених српске православне цркве у Врањеву стоји да је мушко дете Лука Попов (не Поповић) син Тимотеја и мајке Стефаније, рођен 15. фебруара 1808. године. Имао је две млађе сестре: Софију, рођену 1810. и Екатерину, рођену 1812. године. Браће није имао. Није познато да ли је цела породица Тимотеја Попова, ратара из Врањева, променила презиме у Поповић, али је познато да је Лука носио презиме Поповић још као ђак Гимназије у Сремским Карловцима. 
Лука Поповић је службовао као свештеник у Врањеву до 1847. године. Био је познат љубитељима црквеног појања и поклоницима лепе речи у Сремским Карловцима и у Врањеву. Оженио се Милицом, домаћицом, са којом је имао (поуздано се зна) седморо деце. Године 1847. прелази за свештеника у мало село Овсеницу, у румунском делу Баната, а одатле у Иванду, такође у Румунији.
Поп Лука је умро 1854. године. За њим је остала бројна породица са седморо незбринуте деце. Иако је после очеве смрти најстарија Катарина имала 22, а Драгиња 20 година, сви су они живели од очевих поповских принадлежности.  Таква материјална ситуација представљала је један од главних разлога да се сва деца Луке Поповића определе за позориште, а српско позориште добије врло даровите глумице у годинама када се великим грехом сматрала и сама појава девојке на позорници, а камоли да се „шминка и љуби на сцени”.

## Потомци проте Луке

### Деца

#### Катарина−Катица Поповић (1832?)
Катарина−Катица Поповић рођена је 1832. или почетком 1833. године у Врањеву. Била је најстарија ћерка свештеника Луке Поповића из Врањева. Глумом се бавила кратко, у позоришту у Београду, а неколико месеци током 1861. године наступала је и у Српском народном позоришту, превасходно у епизодним улогама. Како није имала особитог дара за глумачки позив, убрзо је напустила сцену. Њена ћерка Емилија Поповић постигла је далеко већи успех.

#### Драгиња Ружић (1834 — 1905)
Драгиња Ружић (рођена Поповић) била је чланица ансамбла Српског народног позоришта у Новом Саду. Сматра се првом српском професионалном глумицом. важила је за једну од најталентованијих глумица свог времена. Била је удата за чувеног глумца Димитрија−Миту Ружића

#### Љубица Коларовић (1836 — 1890)
Љубица Коларовић (рођена Поповић) била је једна од најбољих глумица код Срба у другој половини 19. века. Каријеру је започела у Српском народном позоришту у Новом Саду, а затим наступала у путујућим позоришним трупама, као и у Хрватском народном казалишту у Загребу. Каријеру је завршила у београдском Народном позоришту, где је запамћена као једна од првих званичних примадона. Била је удата за глумца Димитрија Коларовића. Велики глумачки успех постигла је и њена ћерка Зорка Тодосић.

#### Лазар−Лаза Поповић (1839 — 1892)
Лазар—Лаза Поповић, глумац, редитељ и управник путујућег позоришта, остао је упамћен и као главни и готово једини редитељ београдског Народног позоришта у његовој првој сезони. Највеће заслуге му се приписују за васпитавање генерације младих талената који су почињали у његовом путујућем позоришту и касније заузимали највиднија места на српским позорницама. Са својом дружином проводио је пропаганду позоришта на широком јужнословенском подручју и подстицао оснивање многобројних аматерских и професионалих театара. У првом браку био је ожењен глумицом Маријом Аделсхајм-Поповић. Недуго после смрти прве супруге Лаза се жени Видосавом, домаћицом, са којом је имао деветоро деце, од којих се неколико посветило глуми. Највише успеха имао је Лука Поповић, а успешне су биле и Зорка Поповић-Премовић и Даница Поповић.

#### Јелисавета−Јеца Добриновић (1841 — 1898)
Јелисавета−Јеца Добриновић (рођена Поповић) глумом је почела да се бави доста касно, тек у својој 27. години, на наговор Антонија Хаџића, тадашњег управника Српског Народног Позоришта. Упамћена је, између осталог и по томе што је на глумачку каријеру пристала под условом − да што чешће игра само улоге старијих жена. Њена жеља била је прихваћена. Била је удата за чувеног глумца Перу Добриновића. До краја каријере остала је у матичном позоришту.

#### Софија Максимовић Вујић (1851 — 1921)
Софија Максимовић Вујић (рођена Поповић) била је глумица у Српском народном позоришту у Новом Саду где је, са краћим паузама, провела готово цео глумачки век. Кратко време играла је и у Хрватском народном казалишту у Загребу. Била је удата за композитора и диригента Аксентија Максимовића, са којим је имала ћерку Милицу (Милку) Марковић, такође чувену српску глумицу. После смрти првог мужа била је удата за осијечког велепоседника и трговца Петра Вујића.

#### Паја Поповић (1852 — 1876)
Паја Поповић је најмлађе дете свештеника Луке Поповића. Завршио је препарандију и службовао као учитељ у Делиграду. Глумачку каријеру почео је 1872. године у трупи свог брата Лазе Поповића. Од 1. септембра 1874. до 12. новембра 1875. био је у трупи Ђорђа Пелеша, а од октобра 1875. до смрти био је члан Српског народног позоришта. Сахрањен је на Алмашком гробљу у Новом Саду.
- Димитрије Ружић, муж Драгиње Ружић (Поповић)
- Димитрије Коларовић, муж Љубице Коларовић (Поповић)
- Пера Добриновић, муж Јелисавете-Јеце Добриновић
- Аксентије Максимовић, муж Софије Максимовић Вујић

### Унуци

#### Емилија Поповић (1859 — 1917)
Емилија Поповић, ћерка Катарине-Катице Поповић, била је крајем 19. и почетком 20. века једна од најбољих српских драмских уметница. Играла је у путујућим позоришним трупама а затим, до краја глумачке каријере, у Народном позоришту у Београду. Играла је главну улогу у филму „Јадна мајка”, трећем играном филму снимљеном у Србији, који на жалост није сачуван.

#### Зорка Тодосић (1864 — 1936)
Зорка Тодосић (роћена Коларовић) ћерка је глумачког пара Љубице Коларовић (Поповић) и Димитрија Коларовића. Била је позната српска глумица, више од 20 година првакиња Народног позоришта у Београду. Нарочито се истицала као субрета у оперетама и у певачким улогама у комадима из народног живота, да би се у зрелијим годинама доказала и у комедији и драми. Заузима посебно место у галерији наших најзначајнијих позоришних уметница као велика трагеткиња и првокласна оперетска певачица, која је носила главне оперетске улоге и кроз њих популаризовала оперету у Србији. Зорка Тодосић била је међу првим певачима који су уживо наступали на таласима тек основаног Радио Београда. У браку са Миланом Теодосијевићем добила је ћерку Љубицу Теодосијевић, која се такође посветила позоришту.

#### Милка Марковић (1869 – 1930)
Милка Марковић (рођена Милица Максимовић), ћерка је Софије Максимовић Вујић, Српском народном позоришту и Аксентија Максимовића, композитора и капелника у истом позоришту. Била је једна од најбољих српских драмских уметница. Сматра се првом женом редитељем код Срба. Глумила је у Народном позоришту у Београду и Српском народном позоришту у Новом Саду. Одликована је за свој рад орденом Светог Саве V реда. Била је удата за глумца Михаила Марковића и у том браку добила сина Димитрија-Митицу Марковића, касније такође глумца и редитеља у Српском народном позоришту.

#### Лука Поповић (1878 – 1914)
Лука Поповић, син глумца Лазара-Лазе Поповића, био је српски глумац, певач и редитељ, припадник генерације српских глумаца првог модерног доба. Као глумац и певач наступао је у Народном позоришту у Београду, Српском народном позоришту у Новом Саду и Народном позоришту у Скопљу, где се опробао и као редитељ. Био је и члан путујућих позоришних трупа. Основао је и водио српско позориште за исељенике у Америци, где се упознао и зближио са Михајлом Пупином.

#### Зорка Поповић-Премовић (1886 — 1909)
Зорка Поповић-Премовић, ћерка глумца Лазара-Лазе Поповића, ступила је на позорницу још као девојчица, 1898. године и остала у београдском Народном позоришту, као једна од младих нада, све до своје трагичне смрти 1909. године, када ју је убио љубоморни муж.

#### Даница Поповић (?)
Даница Поповић, ћерка глумца Лазара-Лазе Поповића, наступала је у београдском Народном позоришту од 1900. до 28. фебруара 1909. године.

### Праунуци

#### Љубица Теодосијевић (1881 — 1905)
Љубица Теодосијевић (удата Спиридоновић) била је ћерка Зорке Тодосић. Рођена је 1881. године у Земуну. Како би се што
боље припремила за глумачки позив, образовала се прво у Београду, а потом у Бечу. Први пут на сцену је ступила је 24. новембра 1901. године у улози поштарке Кристе у оперети Птичар, у којој се њена мајка прославила. Београдска штампа дочекала је са искреним одушевљењем. Исте године верила се за глумца Александра Радовића, да би убрзо раскинула ту веридбу и 1903. године удала се за глумца Ристу Спиридоновића. Током 1903. и 1904. године играла је у нишком позоришту Синђелић с великим успехом, али није успела да постигне већи успех јер је већ 1905. године умирла од туберкулозе.

#### Димитрије-Митица Марковић (1896 – 1949)
Димитрије Митица Марковић син је глумице и редитељке Милке Марковић и глумца глумца Михаила Марковића. Овај српски глумац, редитељ и певач последњи је изданак чувене српске глумачке династије поп-Луке из Врањева. Као школовани глумац и певач наступао је у Српском народном позоришту у Новом Саду и Народном позоришту у Бањој Луци, а као оперски певач приређивао је уметничке концерте широм Србије.